# Salix erioclada
Salix erioclada ist eine Art aus der Gattung der Weiden (Salix) und wächst als  Strauch oder kleiner Baum. Die Blattspreiten haben eine Länge von etwa 5 Zentimetern. Das natürliche Verbreitungsgebiet der Art liegt in China.

## Beschreibung
Salix erioclada wächst als Strauch oder kleiner Baum. Junge Zweige sind rötlich kastanienbraun oder gelb, dicht weißflaumig behaart und verkahlend. Die Laubblätter haben einen kurzen Blattstiel. Die Blattspreite ist eiförmig-elliptisch bis elliptisch, etwa 5 Zentimeter lang und 1,5 Zentimeter breit. Der Blattrand ist ganzrandig, die Blattbasis schmal gerundet oder keilförmig, das Blattende spitz. Die Blattoberseite ist mattgrün, die Unterseite bereift oder glauk, daunig behaart und verkahlend. Junge Blätter sind eingerollt, seidig daunig beghaart, unterseits weiß filzig und das Ende ist stumpf oder gerundet. Je Blatt werden sieben bis zwölf seitliche Nervenpaare gebildet.
Die männlichen Blütenstände sind ab 2,5 und meist 6 Zentimeter lange und 6 bis 7 Millimeter durchmessende, schmal zylindrische Kätzchen. Der Blütenstandsstiel ist etwa 1,5 Zentimeter lang und trägt zwei oder drei kleine Blätter. Die Blütenstandsachse ist daunig behaart. Die Tragblätter sind gelblich grün, verkehrt eiförmig, seidig zottig behaart, unterseits beinahe kahl und etwa halb so lang wie die Staubblätter. Männliche Blüten haben eine ganzrandige oder geteilte adaxiale und abaxiale Nektardrüse. Es werden zwei Staubblätter mit frei stehenden und an der Basis daunig behaarten Staubfäden gebildet. Die Staubbeutel sind klein, rundlich und gelb. Die weiblichen Kätzchen sind 3 bis 6 Zentimeter lang bei einem Durchmesser von 4 bis 6 Millimetern. Die Tragblätter sind gelblich grün (trocken braun), elliptisch, etwa 2 Millimeter lang, dicht und lang seidig behaart. Weibliche Blüten haben eine adaxiale Nektardrüse. Der Fruchtknoten ist eiförmig bis schmal eiförmig, seidig zottig behaart, sitzend oder kurz gestielt. Der Griffel ist gespalten und hat etwa ein Drittel der Länge des Fruchtknotens. Die Narbe ist zweilappig. Die Früchte sind schmal eiförmige bis eiförmig-konische, 4 bis 6 Millimeter lange und beinahe kahle Kapseln. Salix erioclada blüht im April vor oder mit dem Blattaustrieb, die Früchte reifen im Mai.

## Verbreitung und Ökologie
Das natürliche Verbreitungsgebiet liegt in den chinesischen Provinzen Hubei, Hunan, Qinghai, Shaanxi und Sichuan. Dort wächst die Art in Waldrändern auf Berghängen und in Sumpfgebieten in Höhen von 600 bis 1800 Metern.

## Systematik
Salix erioclada ist eine Art aus der Gattung der Weiden (Salix) in der Familie der Weidengewächse (Salicaceae). Dort wird sie der Sektion Eriocladae zugeordnet. Sie wurde 1906 von Hector Léveillé und Eugène Vaniot in Repertorium Specierum Novarum Regni Vegetabilis wissenschaftlich beschrieben. Synonyme der Art sind nicht bekannt.